# Двоїсті рішення
Двоїсті рішення (англ. Split Decisions) — американський фільм 1988 року.

## Сюжет
Едді Макгуїн, молодий багатообіцяючий боксер, чотириразовий переможець турніру «Золота рукавичка», улюбленець і надія сім'ї, готується під керівництвом свого батька до виступу на Олімпійських Іграх. Рей, його старший брат, теж боксер, який обрав проте власний шлях у житті, також готується до поєдинку з крутим бандитом Педросу. Коли йому пропонують за гроші програти бій, для нього і для всієї його родини настає час приймати важкі рішення.

## У ролях
- Крейг Шеффер — Едді Макгуїн
- Джефф Фейгі — Рей Макгуїн
- Джин Гекмен — Ден Макгвін
- Джон Макліам — Поп Макгвін
- Дженніфер Білз — Барбара Урібе
- Едді Велес — Джуліан «Змія» Педроса
- Карміне Каріді — Лу Рубіа
- Джеймс Толкан — Бенні Пістоне
- Девід Лабіоса — Руді
- Гаррі Ван Дайк — Доубі
- Ентоні Трухільйо — Енджел
- Віктор Кампос — Сантьяго
- Том Бауер — детектив Волш
- Джуліус Гарріс — Тоні Леоне
- Джон Томас — рефері
- Дін Веббер — ведучий
- Терренс Свіні — священик
- Герб Мюллер — містер Ді
- Оз Тортора — член атлетичної комісії
- Вільям Брент Кіркланд — бармен